# La Bataille de San Sebastian
La Bataille de San Sebastian is een Frans-Italiaans-Mexicaanse film van Henri Verneuil die werd uitgebracht in 1968.
Het scenario is gebaseerd op de roman A Wall for San Sebastian van William Barnaby Faherty.

## Samenvatting
1743, Nieuw-Spanje. Leon Alastray, een vogelvrijverklaarde rebel, wordt achternagezeten door de regeringstroepen. Hij kan schuilen in een franciscaanse kerk bij pater Joseph. Omdat deze herhaaldelijk weigert Alastray uit te leveren verbannen zijn kloosteroversten hem naar het afgelegen dorp San Sebastian dat zich bevindt op het grondgebied van de Yaqui.
Wanneer Joseph, vergezeld door Alastray, in San Sebastian aankomt treffen ze het dorp verlaten aan en vernield door de Yaqui. Wat later wordt Joseph vermoord door een plunderaar. 
De overlevende dorpelingen komen terug uit de heuvels en ze zien Alastray aan voor een priester. Aanvankelijk ontkent Alastray dit. Onder invloed van de hardnekkig aandringende dorpelinge Kinita, tot wie hij zich aangetrokken voelt, besluit Alastray dan toch de organisatie van de dorpelingen en de verdediging van het dorp tegen de Yaqui en andere plunderaars op zich te nemen. Hierbij zal zijn verleden als militair hem goed van pas komen.  

## Rolverdeling
| Acteur                  | Personage           |
| ----------------------- | ------------------- |
| Anthony Quinn           | Leon Alastray       |
| Anjanette Comer         | Kinita              |
| Charles Bronson         | Teclo               |
| Sam Jaffe               | pater Joseph        |
| Silvia Pinal            | Felicia             |
| Jorge Martínez de Hoyos | Felipe Cayetano     |
| Rosa Furman             | Agueda              |
| Leon Askin              | de vicaris-generaal |
| Ivan Desny              | kapitein Calleja    |
| Fernand Gravey          | de gouverneur       |
| Pedro Armendáriz Jr.    | pater Lucas         |
| Jorge Russek            | Pedro               |
| Aurora Clavel           | Magdalena           |